# 小行星9766
小行星9766（9766 Bradbury）是一颗绕太阳运转的小行星，为主小行星带小行星。该小行星于1992年2月24日发现。

## 轨道参数
小行星9766的轨道半长轴为2.4505655 UA，离心率为0.083。